# Клей (окръг, Мисисипи)
Вижте пояснителната страница за други населени места с името Клей.
Окръг Клей (на английски: Clay County) е окръг в щата Мисисипи, Съединени американски щати. Площта му е 1077 km², а населението - 21 979 души (2000). Административен център е град Уест Пойнт.